# Lärjeholm
Lärjeholm är en plats i Göteborg vid Lärjeåns mynning i Göta älv. 
I Lärjeholm tas vatten in från Göta älv. Därifrån pumpas det upp till Delsjöarna för att senare bli till dricksvatten för hela Göteborg.
Lärjeholm var även namnet på herrgården Lärjeholms gård i Lärjedalen. Den är känd sedan 1400-talet. En av de första kändar ägarna var Ebba Leijonhufvud, som köpte gården 1601. Senare var bland annat ätterna Horn och Wrangel ägare. Den ägdes en period under 1600-talet av Lennart Torstenson, en av de svenska befälen under trettioåriga kriget.